# Estación Rivadavia
Rivadavia, también llamada Estación de la Memoria desde 2014, es una estación de tren de la ciudad de Buenos Aires. Es una estación intermedia del ramal Retiro-Tigre de la línea Mitre.

## Ubicación
La estación se ubica en el barrio porteño de Núñez, en el extremo norte de la ciudad de Buenos Aires.
Se encuentra junto a la Avenida General Paz, arteria delimitadora de la Ciudad de Buenos Aires y la Provincia de Buenos Aires; y a 100 m de la Avenida del Libertador.

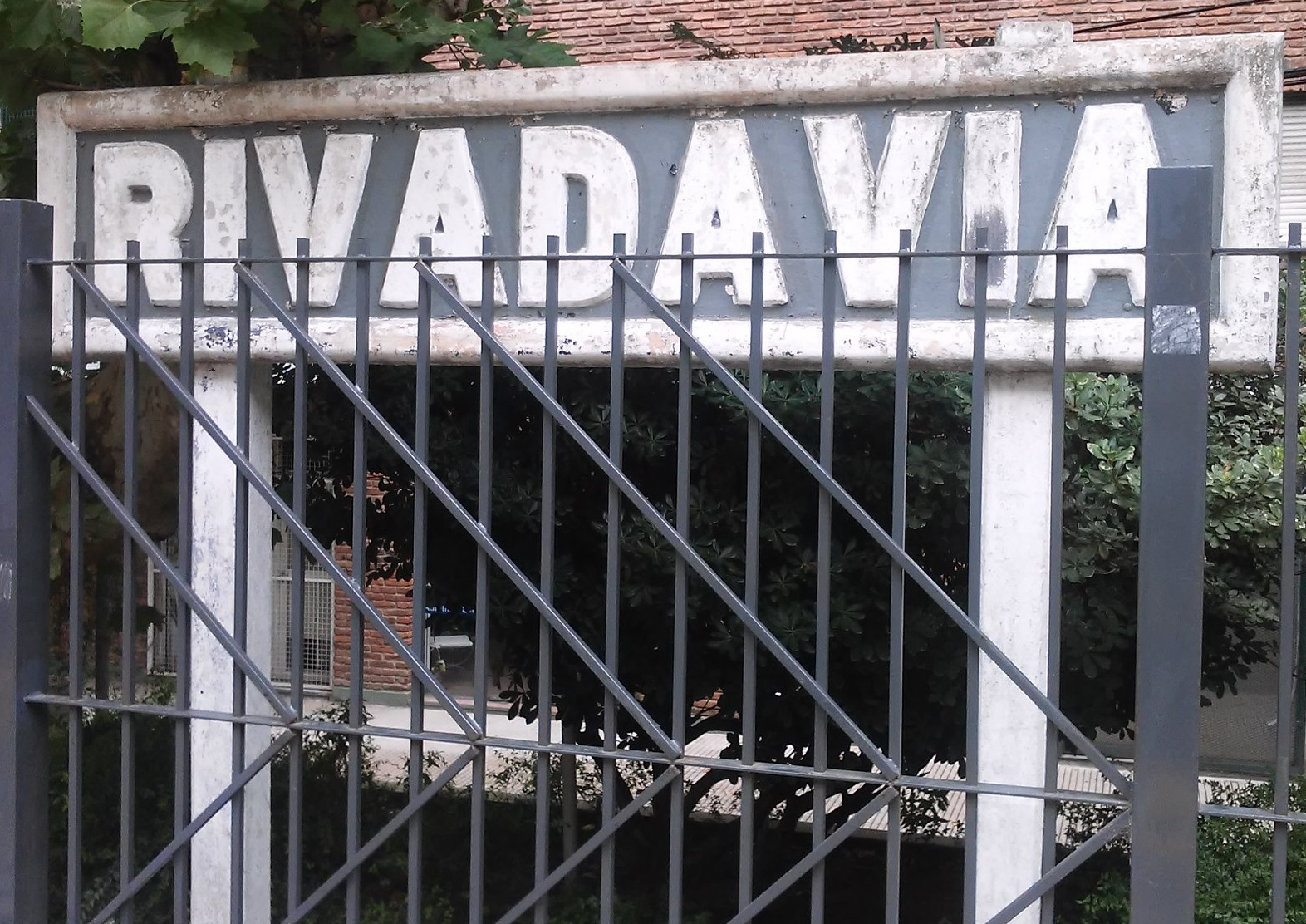
Cartel nomenclador estación Rivadavia

Junto a la Estación Ciudad Universitaria, la Estación Rivadavia conecta al campus Ciudad Universitaria con la zona norte del Gran Buenos Aires y el barrio porteño de Retiro.

## Historia
La estación fue construida por la compañía inglesa Ferrocarril del Norte de Buenos Aires. Fue la tercera estación del ramal en inaugurarse, luego de Belgrano C. La estación que la seguía, antes de llegar a la estación terminal en San Isidro, era Olivos.
En 2014 adquirió un segundo nombre, Estación de la Memoria, en homenaje a los detenidos y desaparecidos durante la última dictadura militar de Argentina, ya que se encuentra a escasos metros de la ex Escuela Superior de Mecánica de la Armada (ESMA), actual Espacio para la Memoria.
La estación Rivadavia fue reformada y modernizada en el año 2019.